# Ликская обсерватория
Ликская астрономическая обсерватория (англ. Lick Observatory) расположена на склоне горы Гамильтон на высоте 1283 метра, в 46 километрах от города Сан-Хосе, Калифорния, США. Обсерватория принадлежит Калифорнийскому университету в Санта-Крус.

## История

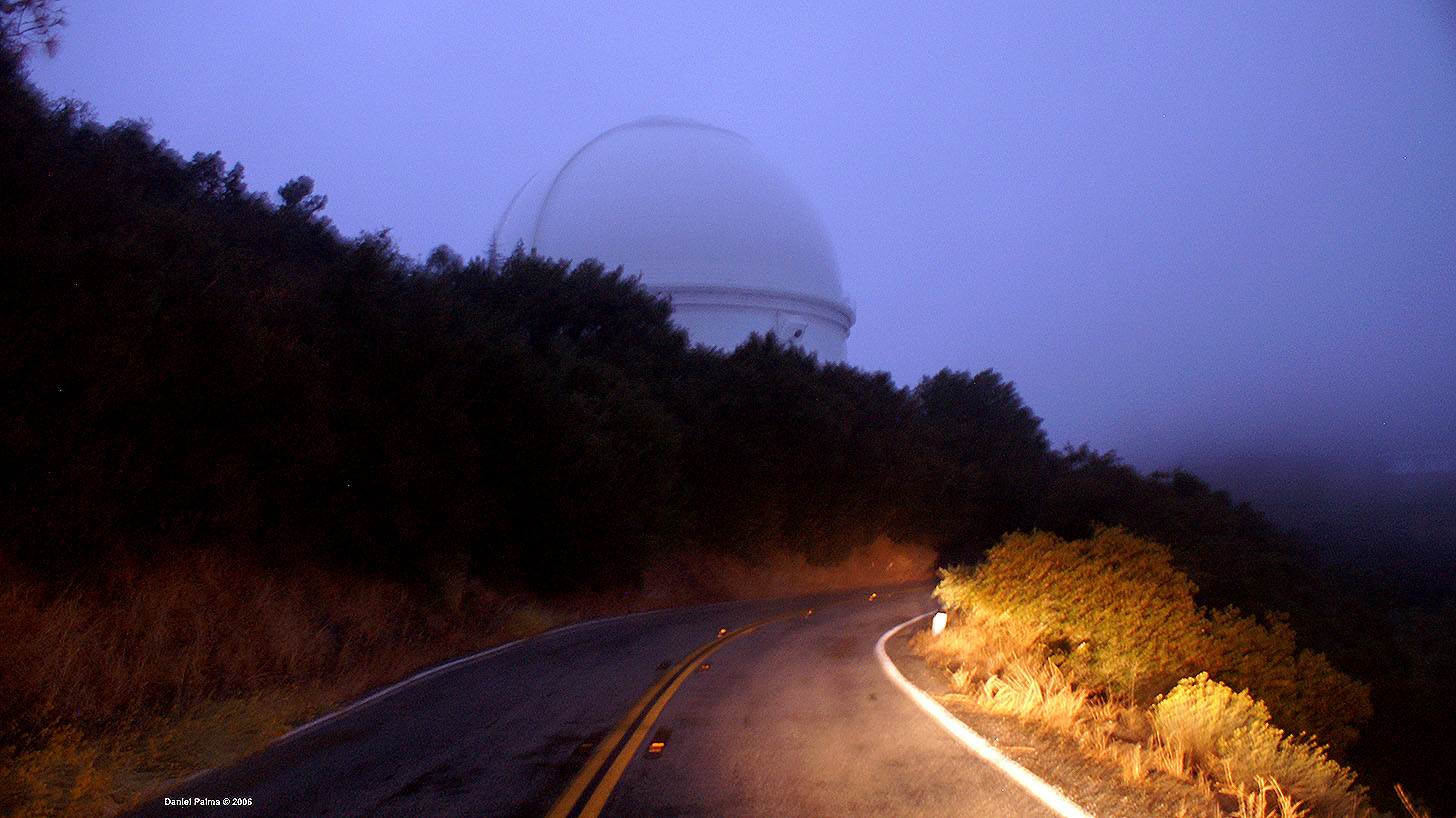
Дорога к обсерватории

Ликская обсерватория — была одной из первых горных обсерваторий.
Обсерватория построена в период с 1876 по 1887 годы, на средства, завещанные миллионером Джеймсом Ликом. В 1887 году тело Лика было похоронено на том месте, где планировалось поставить телескоп. Медная табличка, установленная на этом месте гласит: «Здесь находится тело Джеймса Лика».
Прежде, чем было начато строительство обсерватории, была построена дорога. Все строительные материалы должны были быть доставлены к участку лошадьми и запряженными в повозки мулами, которые не могли преодолевать крутые подъёмы. Вследствие этого, наклон дороги не мог превышать 6,5°, и дорога получилась очень извилистой. Эта дорога действует и в настоящее время. По традиции утверждается, что у этой дороги есть ровно 365 поворотов. Во время снегопадов дорогу перекрывают.

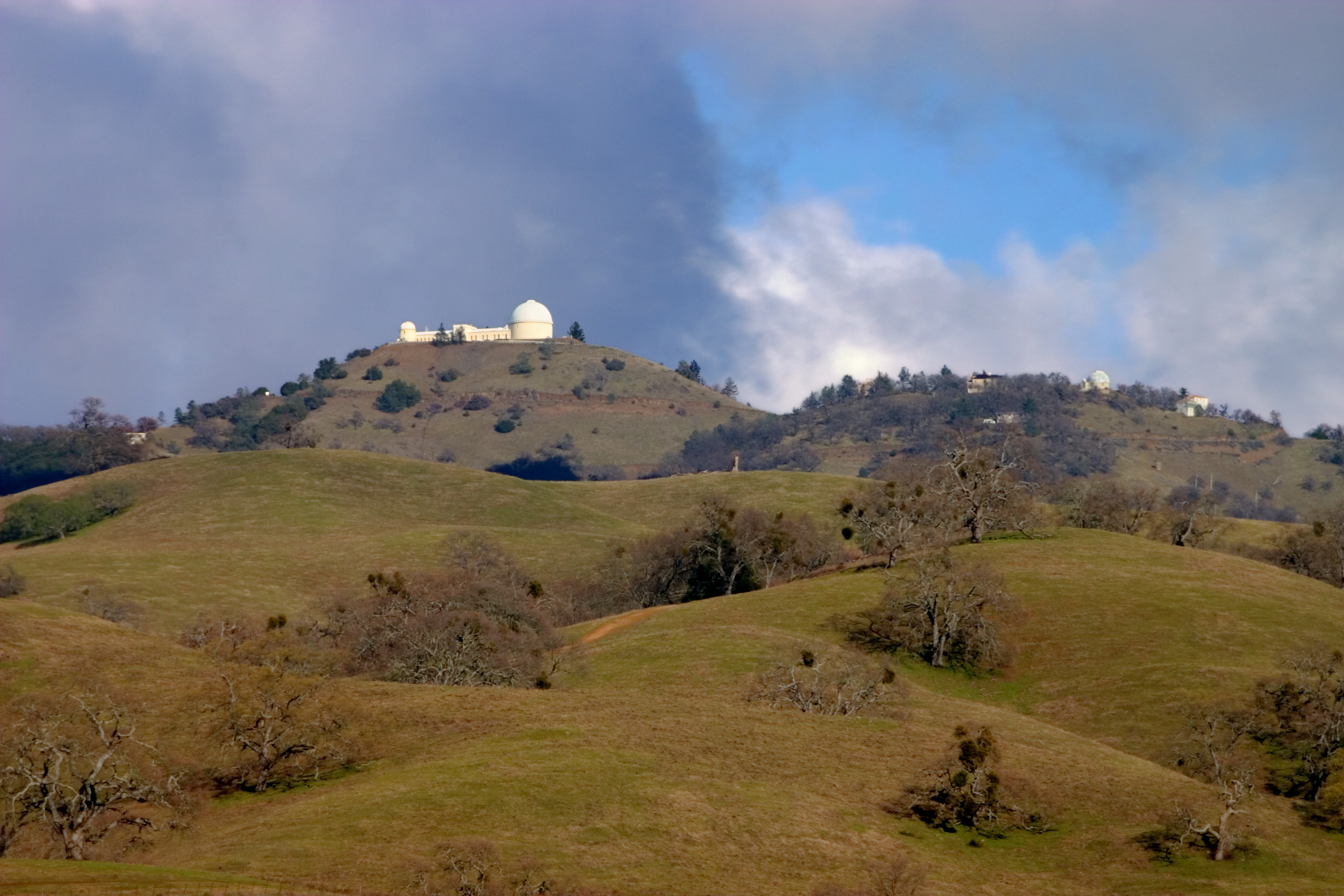
Общий вид на обсерваторию

36 дюймовый (91,44 см) телескоп-рефрактор, установленный в обсерватории, был самым большим телескопом на Земле, начиная с момента открытия (3 января 1888 года) и вплоть до постройки Йеркской обсерватории в 1897 году. Первым директором обсерватории был Эдвард Синглтон Холден.
Местоположение обсерватории обеспечило превосходные условия наблюдения; к тому же, вечерний воздух наверху горы Гамильтона чрезвычайно спокоен, и вершина горы обычно располагается выше уровня облачного покрова, который часто бывает в области Сан-Хосе.

## Директора́
- Холден, Эдвард Синглтон — 1888—1897
- Кэмпбелл, Уильям Уоллес — 1901—1930
- Эйткен, Роберт Грант — 1930—1935
- Шейн, Дональд — 1945—1958
- Хербиг, Джордж Хауэрд — 1970—1971

## Известные сотрудники
- Барнард, Эдвард Эмерсон
- Коддингтон, Эдвин Фостер
- Линдблад, Бертиль
- Никольсон, Сет Барнз
- Дебра Фишер
- Шеберле, Джон Мартин
- Чаппелл, Джеймс